# يانا كونيتسكايا
يانا كونيتسكايا (مواليد 11 نوفمبر 1989) هي لاعبة فنون قتال مختلطة روسية تشارك في وزن الديك في بطولة القتال النهائي.

## وصلات خارجية
- يانا كونيتسكايا على موقع يو إف سي (الإنجليزية)
- يانا كونيتسكايا على موقع شيردوغ (الإنجليزية)
- يانا كونيتسكايا على موقع Tapology.com (الإنجليزية)
- يانا كونيتسكايا على موقع فايت ماتريكس (الإنجليزية)